# Jarebica
Jarebice su ptice iz porodice fazanki. Tijelo je srednje veličine negdje između fazana i prepelice. Jarebice su domicilne ptice Europe, Srednjeg Istoka, Afrike, Azije. Jarebice se gnijezde na zemlji i većina njihove ishrane sastoji se od sjemenki.